# Pleurothallis duplex
Pleurothallis duplex är en orkidéart som beskrevs av Carlyle August Luer och Rodrigo Escobar. Pleurothallis duplex ingår i släktet Pleurothallis och familjen orkidéer. Inga underarter finns listade i Catalogue of Life.